# لی لی (بازیکن بسکتبال)
لی لی (انگلیسی: Li Lei؛ زادهٔ ۲۴ ژوئن ۱۹۸۴) بازیکن بیسبال اهل چین بود. در بازی‌های المپیک تابستانی ۲۰۰۸ شرکت کرده‌است.